# ティンカーベル写像
ティンカーベル写像（ティンカーベルしゃぞう、Tinkerbell map）とは、2次元の離散力学系の一種。軌道がきれいなストレンジアトラクターを描くことで知られている。
ティンカーベル写像は、次の2変数連立差分方程式（漸化式）で与えられる。
{\displaystyle x_{n+1}=x_{n}^{2}-y_{n}^{2}+ax_{n}+by_{n}\,}
{\displaystyle y_{n+1}=2x_{n}y_{n}+cx_{n}+dy_{n}\,}
ここで、a, b, c, d は定数である。
特に a = 0.9, b = −0.6013, c = 2, d = 0.5 のとき、ティンカーベル写像はストレンジアトラクターとなり、これらの値がティンカーベル写像の標準的なパラメータとして知られている。数値計算により、このストレンジアトラクターのリアプノフ次元は約 1.40 であることが求められている。
このアトラクターの形状から童話『ピーター・パン』に登場する妖精ティンカー・ベルの名を取り、キャスリーン・アリグッド (Kathleen T. Alligood) らによってティンカーベル写像と名付けられた。

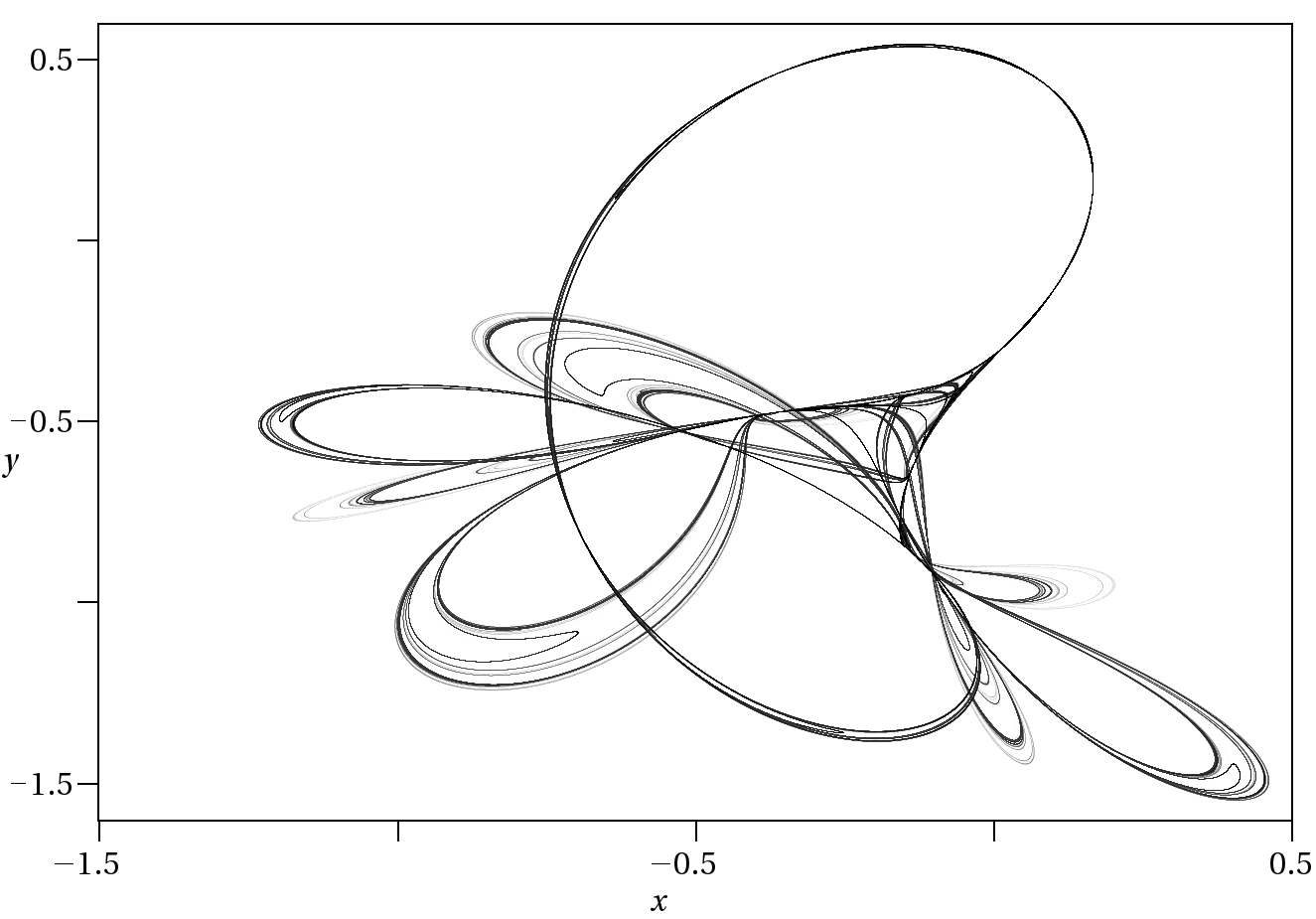
a = 0.9, b = −0.6013, c = 2, d = 0.5 のときに現れるティンカーベル写像のストレンジアトラクター。横軸が x_{n}、縦軸が y_{n}。